# Маттерн, Джеймс
Джеймс Маттерн (англ. James Joseph «Jimmie» Mattern; 1905—1988) — американский авиатор и испытатель самолётов Lockheed P-38 Lightning.
Предпринимал ряд попыток установления мировых рекордов в авиации, в частности, дважды пробовал побить мировой рекорд кругосветных авиаполётов, установленных Уайли Постом и Гарольдом Гатти. Обе попытки провалились; вторая в 1933 году — в результате аварийной посадки и последующего спасения чукчами и транспортировку в Америку летчиком Сигизмундом Леваневским. По иронии судьбы, Джеймс Маттерн участвовал в поиске Леваневского после того, как тот пропал без вести во время перелёта из СССР в Америку в 1937 году (самолёт с экипажем Леваневского так и не был найден).

## Биография
Родился 8 марта 1905 года во Фрипорте, штат Иллинойс, в семье Филиппа и Каролины (урождённой Кеннеди) Маттерн. У него было два старших брата и старшая сестра.
Первый раз женился в 1927 году в Лос-Анджелесе на девушке по имени Делла М. (англ. Della M.). Развелись в Чикаго 1937 году. 18 мая 1937 года, на следующий день после развода, вторично женился на Дороти Харвей (англ. Dorothy Harvey), танцовщице, участнице Методистской церкви. Прожил с Дороти до своей смерти, жена умерла в январе 2002 года.
Начиная с 1938 года, Маттерн был испытателем самолётов Lockheed P-38 Lightning. В 1946 году в Клинике Майо у него был диагностирован разрыв кровеносного сосуда в мозгу и Джеймс не смог продолжать авиационную деятельность. Они вместе с женой создали туристическое агентство и занимались турбизнесом.
Умер 17 декабря 1988 года в округе Риверсайд, штат Калифорния.

### Попытки кругосветного перелёта
- 5 июля 1932 года Маттерн с Беннеттом Гриффином на самолёте The Century of Progress[4] компании Lockheed Vega вылетел из аэропорта Floyd Bennett Field под Нью-Йорком, сделал посадку в городке Harbour (Ньюфаундленд и Лабрадор, Канада), затем совершил беспосадочный перелёт в Берлин. Но попытка кругосветного перелёта окончилась вынужденной посадкой в городе Борисов (Белорусская ССР, СССР) 7 июля 1932 года. Тем не менее пилоты установили новый рекорд по пересечению Атлантического океана: 10 часов 50 минут.[5]

- 3 июня 1933 года Маттерн вылетел на усовершенствованном The Century of Progress из того же аэропорта, но уже самостоятельно. Но и эта попытка оказалась неудачной — 14 июня 1933 года он совершил вынужденную посадку на Чукотке, в 80 км от города Анадырь, где самолёт был брошен. Маттерна обнаружили местные чукчи[6] и доставили его в Анадырь. На выручку американцу были отправлены советские лётчики Сигизмунд Леваневский и Фёдор Куканов, которые в то время находились в Хабаровске. В сложных погодных условиях они добрались на гидросамолёте до Анадыря. Затем в не менее сложных условиях Леваневский переправил Маттерна в город Ном на Аляске.[7]

## Заслуги
- В 1973 году был удостоен премии Национальной ассоциации воздухоплавания.
- В 1981 году был введён в Оклахомский зал славы воздухоплавания и космонавтики.
- Был почётным членом Общества лётчиков-испытателей.